# William Godshalk

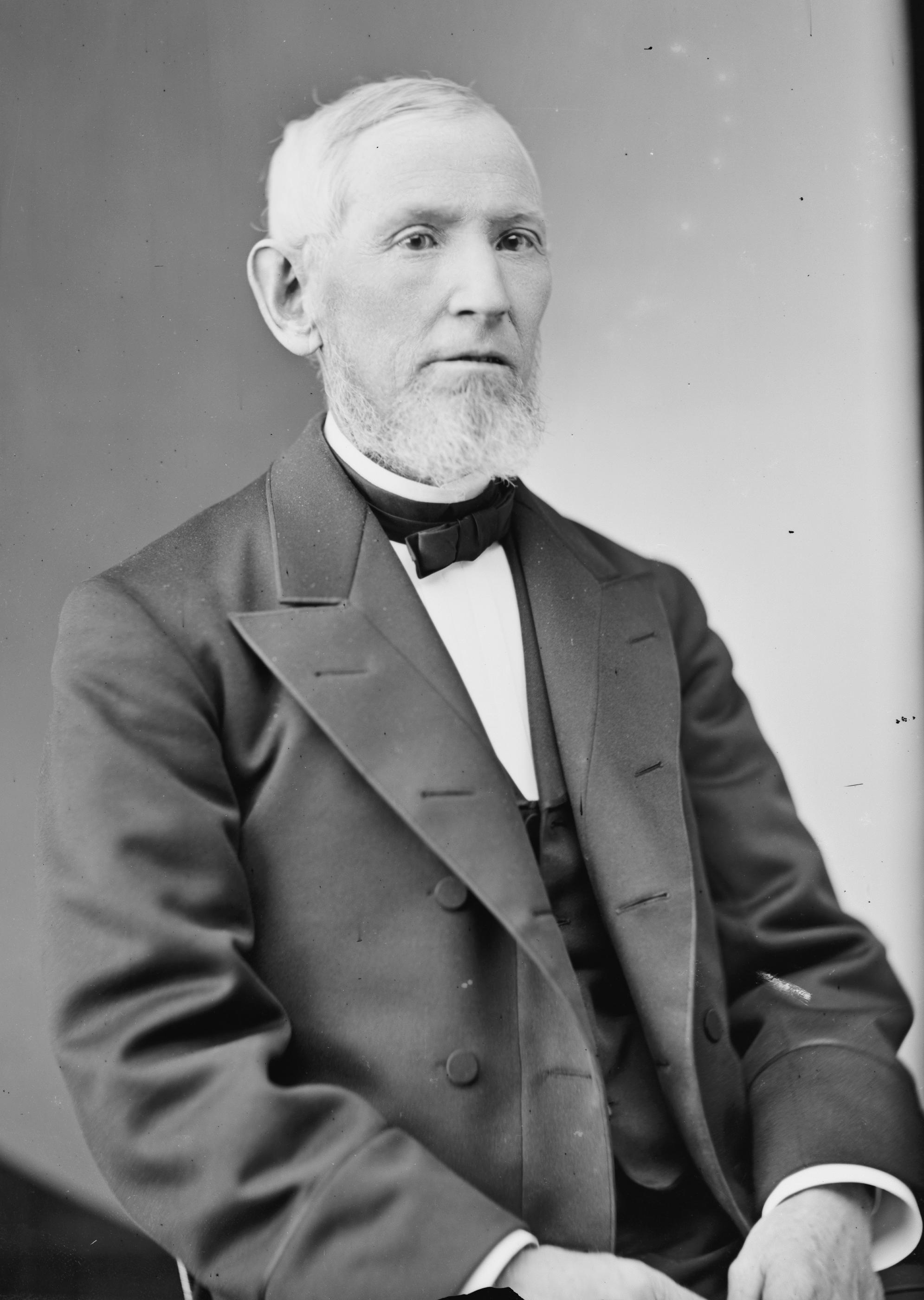
William Godshalk

William Godshalk (* 25. Oktober 1817 in East Nottingham, Chester County, Pennsylvania; † 6. Februar 1891 in New Britain, Pennsylvania) war ein US-amerikanischer Politiker. Zwischen 1879 und 1883 vertrat er den Bundesstaat Pennsylvania im US-Repräsentantenhaus.

## Werdegang
Bereits im Jahr 1818 kam William Godshalk mit seinen Eltern in das Bucks County. Er besuchte die öffentlichen Schulen seiner neuen Heimat und die Union Academy in Doylestown. Anschließend absolvierte er eine Lehre im Müllerhandwerk. Seit 1847 arbeitete er in Doylestown als Müller. Während des Bürgerkrieges diente er zwischen Oktober 1862 und Juli 1863 als Soldat im Heer der Union. Politisch wurde er Mitglied der Republikanischen Partei. Im Jahr 1864 kandidierte er erfolglos für den Senat von Pennsylvania. Von 1871 bis 1876 war er beisitzender Richter im Bucks County.
Bei den Kongresswahlen des Jahres 1878 wurde Godshalk im siebten Wahlbezirk von Pennsylvania in das US-Repräsentantenhaus in Washington, D.C. gewählt, wo er am 4. März 1879 die Nachfolge von Isaac Newton Evans antrat. Nach einer Wiederwahl konnte er bis zum 3. März 1883 zwei Legislaturperioden im Kongress absolvieren. Nach seiner Zeit im US-Repräsentantenhaus arbeitete Godshalk wieder im Mühlengeschäft. Er starb am 6. Februar 1891 in New Britain und wurde in Doylestown beigesetzt.